# Закарпатська академія мистецтв
Закарпатська академія мистецтв — державний вищий навчальний заклад України, розташований у м. Ужгороді. Попередні назви закладу: Ужгородське державне художньо-промислове училище (1946—1965), Ужгородське училище прикладного мистецтва (1965—1995), Ужгородський коледж мистецтв ім. А. Ерделі (1995—2003), Закарпатський художній інститут (2003—2016).
Закарпатська академія мистецтв (2016—).
Навчання здійснюється за галуззю знань 0202 Мистецтво по підготовці ОКР «бакалавр» та «спеціаліст».
Спеціальності/напрями та спеціалізації, за якими здійснюють підготовку фахівців: 7.02020701 «Дизайн» (графічний дизайн, дизайн інтер'єру, дизайн середовища), 7.02020501 «Образотворче мистецтво» (живопис)
7.02020801 «Декоративно-прикладне мистецтво» (художня обробка дерева, художня обробка металу, художня кераміка)
6.020207 «Дизайн» (графічний дизайн, дизайн інтер'єру, дизайн середовища) 6.020205 «Образотворче мистецтво» (живопис), 6.020208 «Декоративно-прикладне мистецтво» (художня обробка дерева, художня обробка металу, художня кераміка)
Спеціальності акредитовано за III рівнем відповідно до рішення ДАК від 2 липня 2009 р. протокол № 79 (наказ МОН України від 16 липня 2009 р., № 2675-л).

## Історія
Потреба у формуванні спеціалістів з повною вищою освітою у галузі образотворчого, декоративно-прикладного мистецтва та дизайну в області визріла ще в минулому столітті і випливає з цілого ряду чинників. Адже серед небагатьох живописних шкіл України — одеської, київської, львівської та харківської, закарпатська школа живопису є однією з унікальних і саме на фахівців з вищою освітою покладається завдання не лише піднести рівень цієї школи, а й вирішувати цілий ряд культурно-освітніх проблем краю. В області функціонує більше 25 шкіл естетичного виховання, та художніх шкіл, значна кількість студій, що створює об'єктивні передумови для підготовки живописців-викладачів.
Змагання у справі відкриття вищого художнього навчального закладу на Закарпатті мають давню історію. Її початок збігся із поверненням на малу батьківщину Підкарпатську Русь двох випускників Угорського королівського художнього інституту Адальберта Ерделі (1891—1955) та Йосипа Бокшая (1891—1975). У зв'язку з відсутністю в краї будь-якого спеціалізованого художнього навчального закладу, А. Ерделі влаштувався в Мукачеві вчителем рисунку в місцевій горожанській школі та вчительській семінарії, де й пропрацював протягом 1916—1922 років. Йосип Бокшай після повернення з російського фронту першої світової війни влаштувався в 1919 році вчителем Ужгородської реальної гімназії і не міняв це місце роботи аж до 1945 року.
Свої початки заклад бере у публічної школи рисунку, яку було засновано у 1927 році, а перший художній навчальний заклад на Закарпатті засновано у березні 1946 р. під назвою Ужгородське державне художньо-промислове училище на чолі з Адальбертом Михайловичем Ерделі, з 1947 р. директором став Іван Гарапко — по 1956. Естафету керівництва навчальним закладом від І. Гарапка перейняли колишні вихованці Ужгородського училища Павло Балла (1958—1962), Іван Барнич (1962—1971), Йосип Пал (1971—1974), Іван Манайло (1974—1980), Іван Когутич, Борис Сливка (1985—1990), Іван Небесник (1990—2003), Марина Кіяк (2003—2011), Петро Петрище (з лютого 2011 р.).
Серед викладачів на відділеннях художнього розпису та художньої різьби по дереву були видатні художники — Йосип Бокшай, Федір Манайло, Андрій Коцка, Адальберт Борецький, Ернест Контратович, Іван Гарапко, Василь Свида, Вільгельм Берец, Шандор Петкі, Віктор Демидюк та багато інших видатних митців.
Випускниками училища були такі відомі з часом художники, як Володимир Микита, Михайло Заяць, Володимир Кокоячук, Юрій Герц, Іван Шутєв, Павло Бедзір, Іван Андрійканич, Едіта і Микола Медвецькі, Іван Ілько, Ференц Семан, Антон Шепа, Єлизавета Кремницька. У грудні 1965 р. навчальний заклад було підпорядковано Міністерству місцевої промисловості УРСР під назвою Ужгородське училище прикладного мистецтва. Підтримали та продовжували традиції засновників художньої освіти нові покоління викладачів-випускників училища та художніх інститутів Радянського Союзу — Людмила Аверкієва, Аттіла Дунчак, Йосип Пал, Іван Манайло, Микола Медвецький, Павло Балла, Едіта Медвецька, Іван Маснюк, Василь Петрецький, Іван Дідик та інші.
З 1998 р. по 2004 р. у коледжі проводилася двоступенева («молодший спеціаліст»-«бакалавр») підготовка фахівців за інтегрованими навчальними планами.
З моменту створення ЗХІ (2003) в. о. ректора призначено Небесника Івана Івановича — кандидата педагогічних наук, професора, члена НСХУ, заслуженого працівника освіти України; Ректором було запрошено до викладацької діяльності провідних художників та освітян Закарпаття.
Становленню інституту надавали допомогу і підтримку видатні діячі мистецтва України: народний художник України Еммануїл Мисько, академік, професор, народний художник України Андрій Чебикін, народний художник України Андрій Бокотей, академік Академії мистецтв України, народний художник України Володимир Микита, народний художник України, голова національної спілки художників України Володимир Чепелик.
До 2020 Закарпатська академія мистецтв була підпорядкована Міністерству освіти України. У 2020 МОН передало заклад у підпорядкування до Міністерства культури, молоді і спорту, що призвело до невиплати зарплат викладачам та стипендій студентам академії..

## Кампуси і корпуси
«Головний корпус» — аудиторії рисунку, живопису, композиції та шрифтів, комп'ютерні класи знаходяться в Ужгороді на вул. Волошина, 37 в історичній частині міста. На цій території у XVIII ст. було споруджено будинок Ужанського жупанату. Про це свідчить в'їзна барокова арка з гербом Ужанського комітату та датуванням. Частково зберігся корпус «А» закладу, з цього ж періоду, на це вказує конструкція підвальних приміщень та форма даху увінчаного двома акротеріями. Корпус «Б» ВНЗ збудований в 30-х роках XX ст. у стилі чеського конструктивізму.
В центрі Мукачева розташовані навчальні приміщення в «Білому домі» родини Ракоці, який було збудовано в середині XVII ст. як резиденцію трансільванських князів. Спочатку це була одноповерхова споруда з ознаками ренесансу, яка складалася тільки з п'яти приміщень. Після повстання Ференца II Ракоці (1703—1711 рр.) палац відійшов родині Шенборнів і був упродовж 1746—1748 років перебудований. Перебудову здійснено Вальтасаром Нейманом (1687—1753), відомим в той час вюрцбурзьким архітектором. За його проектом до старої частини з правого боку було прибудовано корпус з симетричним до старого приміщення флігелем.
Бібліотека, гуртожиток, майстерні, спортивний зал — в Ужгороді на вул. Минайській 38/80.
Для занять у закладі створено 42 аудиторії, у тому числі 14 рисункових класів та 10 майстерень. До послуг студентів є комп'ютерний центр до складу якого входять 6 комп'ютерних лабораторій, які підключені до мережі Інтернет.
Створено музей, де зберігаються найкращі дипломні роботи випускників коледжу та інституту, який, водночас, відіграє роль методичного фонду. Поряд з тим у закладі розгорнуто експозицію методичного фонду для представлення практичних робіт з профільних дисциплін, а також понад 100 зразків гіпсових муляжів, геометричних тіл, розеток, античних портретів і фігур, фрагментів декору і античної архітектури, екорше та макетів-оригіналів за спеціалізаціями.
В інституті обладнані навчально-виробничі майстерні відповідно до їх призначення:
- скульптурні майстерні, обладнані відповідними верстатами, стелажами і унаочненням;
- майстерні художньої кераміки обладнані гончарними кругами, формувальними верстатами, сушильними шафами, електропечами для випалювання виробів та відповідними унаочненнями;
- майстерні художньої обробки дерева обладнано токарними верстатами, рейсмусним, фугувальним, свердлильним, кругопильним верстатами.
- майстерні з художньої обробки металу оснащені фрезерними, свердлильними, токарним, гвинторізними верстатами, горном, наковальнями і відповідним інструментом;
- графічна майстерня з відповідним обладнанням для станкової графіки.

## Інститути і факультети
В академії сформовано три кафедри, дві з яких є випускаючими.

### Кафедра дизайну Закарпатської академії мистецтв
Створена у 2004 році. Готує фахівців освітньо-кваліфікаційного рівня «бакалавр» та «магістр» за такими спеціалізаціями: графічний дизайн, дизайн середовища (внутрішнього та зовнішнього). Має денну та заочну форми навчання. Кафедру очолює кандидат мистецтвознавства, Небесник І. І. (мол.). На кафедрі розроблено відповідні навчальні плани та програми з фахових дисциплін та за спеціалізацією. Тематика курсових та дипломних робіт є різноманітною, адаптованою до наукових досліджень кафедри, із здійсненням проектних та практичних завдань, що безпосередньо пов'язані зі спеціалізаціями, зокрема, проектна діяльність рекламно-видавничої продукції, видань основних книжкових груп, фірмової та пакувально-етикетної продукції, проектування інтер'єру житлових та громадських приміщень, проектування благоустрою та озеленення території парків, скверів та рекреаційних зон відпочинку.
Науково-педагогічний склад кафедри:
- Заслужений художник України, доц., Пономаренко Надія Степанівна;
- Заслужений художник України, доц., Кузьма Борис Іванович;
- Заслужений архітектор України, викл. Андялоші Олександр Іванович;
- Доктор архітектури, доц. Купар Олександр Карлович;
- Кандидат фізико-математичних наук, професор, ст. науковий співробітник Бунда Віктор Варфоломійович
- Кандидат біологічних наук, доц. Колесник Олег Борисович;
- Кандидат хімічних наук Микайло Ігор Людвикович;
- Кандидат мистецтвознавства, доцент кафедри дизайну Небесник Іван Іванович (мол.),
- Викладач Сіксай Ігор Олександрович, викладач Луценко Ігор Олександрович;
- Аспіранти: викл. Куцина Ірина Анатоліївна, викл. Куриця Іван Юрієвич,
- Викладач Федор Олексій Олексійович,
- Викладач Куртан Світлана Іванівна,
- Викладач Кофель Олександр Васильович;
- Викладачі фахових та профільних дисциплін: Сливка Ігор Ілліч, Сливка Вікторія Василівна, Джумурат Едуард Юрійович, Коляджин Омелян Михайлович, Кирик Андрій Федорович, Антонієв Андрій Васильович, Чорнак-Щока Віталія Василівна, Вагера Оксана Миколаївна, Кирик Андрій Федорович.

### Кафедра образотворчого та декоративно-прикладного мистецтва Закарпатськоі академії мистецтв
була створена у 2004 році.
Професорсько-викладацький склад кафедри готує фахівців освітньо-кваліфікаційного рівня «бакалавр» за такими спеціалізаціями: живопис, художня обробка металу, художня кераміка, художня обробка дерева. Має денну та заочну форми навчання.
Для викладання фахових дисциплін залучені також досвідчені викладачі. Більшість яких є членами НСХУ. Кафедру очолює кандидат педагогічних наук Волощук А. В.
Студенти кафедри беруть активну участь у різноманітних симпозіумах, виставках і пленерах обласного та всеукраїнського рівня не тільки в Україні, а також Словаччині, Угорщині, Польщі. Міністерство освіти і науки, молоді та спорту України щорічно проводить Всеукраїнську олімпіаду з живопису на базі Закарпатського художнього інституту.
Кафедра постійно підтримує зв'язки з мистецькими академіями, коледжами, училищами, художніми школами України.
Науково-педагогічний склад кафедри:
- народний художник України, доц., Скакандій Василь Юлійович;
- заслужений художник України Людмила Андріївна Корж-Радько;
- заслужений художник України В'ячеслав Віньковський;
- заслужений художник України Андрій Васильович Іванчо;
- кандидат мистецтвознавства Михайло Васильович Приймич;
- кандидат мистецтвознавства Аттіла Тиберійович Коприва;
- кандидат мистецтвознавства Роман Іванович Пилип
- Магістри: викл. Ходанич Михайло Петрович, викл. Свалявчик Петро Васильович, викл. Баник Любомир Михайлович, викл. Соротюк Галина Миколаївна;
- Викладачі фахових та профільних дисциплін: Лукач Ольга Борисівна, Болдижар Микола Миколайович, Ковач Антон Михайлович, Дикун Юрій Миколайович, Тимко Василь Васильович, Пал Василь Йосипович, Путрашик Олег Васильович, Іваньо Леся Юріївна, Луценко Ігор Вікторович, Копанський Юрій Юрійович, Цубина Іван Іванович, Зимомря Василь Федорович, Кабаці Богдан Петрович, Русин Емма Ласлівна, Криванич Василь Васильович, Когутич Василь Іванович, Попова Наталія Олексіївна, Шелвицький Юрій Володимирович, Кополовець Лілія Володимирівна.

### Кафедра педагогіки та суспільних дисциплін
є загальноакадемічною. Завдання — забезпечити опанування студентами всіх спеціальностей класичних гуманітарних зразків світової й національної культури; навчити усвідомлювати світоглядні проблеми у контексті минулого й сучасного, суспільного та культурного життя; виховувати здатність самостійно мислити, ґрунтуючись на досягненнях національної і світової класичної культури. Очолює кафедру Небесник Іван Іванович — професор, кандидат педагогічних наук, член НСХУ, заслужений працівник освіти України.
Тут викладаються, зокрема, такі дисципліни: педагогіка та психологія, культурологія, історія України; естетика; етнопсихологія, основи права; основи економічних теорій; українська ділова мова, філософія, авторське право, релігієзнавство, соціологія та політологія, основи менеджменту та маркетингу методика викладання спецдисциплін та інші.
Кафедра слугує базою для проведення щорічної Всеукраїнської конференції «Ерделівські читання», за матеріалами якої з 2008 року випускається Науковий вісник Закарпатського художнього інституту, де публікуються статті дослідників у галузі педагогіки, дизайну, мистецтвознавства та художньої освіти.
Науково-педагогічний склад кафедри:
- заслужений працівник освіти України Марина Юріївна Кіяк;
- заслужений працівник культури України Михайло Васильович Сирохман;
- кандидат педагогічних наук Іваньо Юрій Юрійович;
- кандидат економічних наук, доцент Дочинець Наталія Мирославівна;
- кандидат педагогічних наук Бокотей Ліана Ловрентівна;
- кандидат філософських наук, доцент Грядунова Лариса Іванівна;
- кандидат історичних наук Богів Олександр Ярославович;
- кандидат історичних наук Міськов Іван Олексійович;
- кандидат педагогічних наук, доцент Ходанич Петро Михайлович;
- кандидат філологічних наук Ребрик Наталія Йосипівна;
- кандидат фізико-математичних наук, доцент Герасимов Віталій Вікторович;
- майстер спорту Нікітін Дмитро Олександрович

Когутич Василь Іванович
- Викладачі педагогіки та суспільно-економічних дисциплін дисциплін: Бокшан Анна Миколаївна, Софілканич Марина Іванівна, Данилич-Поляк Мар'яна Тарасівна, Костюк Мирослава Павлівна, Орос Оксана Богданівна, Гайдош Катерина Степанівна, Терпай Олександр Гаврилович.

## Почесні доктори та випускники
Почесними докторами ВНЗ є ректор Львівської національної академії А. Бокотей, угорський професор та меценат П. Болаж.
- Вігула Валентина Іванівна — керівник народного аматорського колективу «Маки», заслужений працівник культури України[3].